# Dziewczyna spoza szlaku
Dziewczyna spoza szlaku (ang. The Courage of Marge O'Doone) - to powieść przygodowo-kryminalna napisana przez amerykańskiego pisarza Jamesa Olivera Curwooda w 1918 roku. 

## Streszczenie akcji
Powieść Dziewczyna spoza szlaku to historia rozgrywająca się na surowej północy Kanady. Bohaterem jest Dawid Raine, naukowiec zmagający się z osobistymi demonami, który podczas podróży pociągiem spotyka misjonarza ojca Rolanda. Przypadkowe spotkanie zainicjowane przez awarię pociągu zmienia życie Dawida, gdy misjonarz proponuje mu wspólną podróż w głąb dzikich terenów.
Podczas ich przygody Dawid poznaje tajemniczą pasażerkę poszukującą Michała O'Doone'a, człowieka zaginionego w głębi lasów. Wkrótce ich drogi splatają się, a Dawid odkrywa, że jego podróż to nie tylko ucieczka przed przeszłością, lecz także szansa na odnalezienie wewnętrznego spokoju i nowych wartości. Przemierzając niebezpieczną tundrę, bohaterowie stają w obliczu dzikiej natury, która staje się tłem dla ich emocjonalnych przemian i wewnętrznej siły, którą każdy z nich odkrywa na nowo.

## Wydania polskie
- 1935 – pierwsze polskie wydanie
- 1990 – Wydawnictwo Śląsk, Katowice[1]
- 1994 – Oficyna Wydawnicza Rytm, Warszawa[2]
- 2024 – Wydawnictwo CM, Warszawa[3]